# Sexual (Li Da Di)
"Sexual (Li Da Di)" é o primeiro single do álbum Amber, lançado pela cantora de dance-pop Amber em 1999. A canção foi um grande sucesso nos Estados Unidos, alcançando o primeiro lugar na parada de músicas dance, e chegando a posição #42 na Billboard Hot 100.

## Desempenho nas paradas musicais
| Parada musical (1999/2000)                          | Melhor posição |
| --------------------------------------------------- | -------------- |
| Alemanha (Germany Top 100 Singles)                  | 87             |
| Canadá (RPM Dance/Urban)                            | 10             |
| Estados Unidos (Billboard Hot 100)                  | 42             |
| Estados Unidos (Hot Dance Music/Club Play)          | 1              |
| Estados Unidos (Hot Dance Music/Maxi-Singles Sales) | 1              |
| Estados Unidos (Rhythmic Top 40)                    | 30             |
| Estados Unidos (Top 40 Mainstream)                  | 26             |
| França (SNEP)                                       | 40             |
| Nova Zelândia (RIANZ)                               | 24             |
| Países Baixos (MegaCharts)                          | 94             |
| Reino Unido (UK Singles Chart)                      | 34             |